# Forrest J. Ackerman
Forrest J Ackerman (n. 24 noiembrie 1916, Los Angeles, California, SUA – d. 4 decembrie 2008, Los Angeles, California, SUA) a fost un legendar fan science-fiction. Ackerman, cunoscut și ca "Forry", "4e" sau "4SJ", nu a avut un rol important doar în inițierea, organizarea și difuzarea comunității science-fiction, ci a reprezentat o figură-cheie și în receptarea culturală a științifico-fantasticului ca gen respectabil în sfera literaturii, a artei și a cinematografiei. Ackerman este cunoscut și ca editor al magazinului "Famous Monsters of Filmland", ca ocazional autor, actor și regizor (Vampirella).

## Cariera
Forrest J Ackerman sau "Mr. Science Fiction" și-a văzut primul "imagi-film" în 1922 (One Glorious Day), și-a elaborat primul magazin sci-fi , "Amazing Stories", în 1926, a creat "The Boys' Scientifiction Club" în 1930, a contribuit la prima fanzină, "The Time Traveller", în 1932, și prin 1933 a avut 127 de corespondenți în întreaga lume. 
Ackerman a ajutat la întemeierea Societății "Science Fantasy" din Los Angeles, o proeminentă organizație regională a științifico-fantasticului. A avut legături nemijlocite cu numeroși scriitori de science-fiction din a doua jumătate a secolului al XX-lea. Este cunoscut ca deținând o extraordinară și extrem de vastă colecție de filme science-fiction, fantasy și horror memorabilia, care a fost, până în 2002, păstrată într-o remarcabilă casă-muzeu cunoscută sub numele de "Ackermansion", cuprinzând 300,000 de filme memorabilia. Ackerman este și membru al Seattle Science Fiction Museum unde sunt prezentate multe piese din propria-i colecție. Ackerman a primit primul premiu Hugo pentru Best Fan Writer, în 1946.
De asemenea, Ackerman a contribuit la susținerea și chiar inspirarea carierelor câtorva dintre contemporanii săi precum Ray Bradbury, Ray Harryhausen, Charles Beaumont, Marion Zimmer Bradley și L. Ron Hubbard. 
Ackerman este cunoscut ca fiind cel care a impus termenul "sci-fi" prin analogie cu "hi-fi".
Ackerman a publicat 50 de povestiri, inclusiv colaborări cu A. E. van Vogt, Francis Flagg, Robert A. W. Lowndes, Marion Zimmer Bradley, Donald Wolheim și Catherine Moore, traduse în șase limbi. Ackerman cunoaște fluent "limba universală" Esperanto. 
Prin revista sa, "Famous Monsters of Filmland" (1958-1983), Forrest J Ackerman prezintă generației tinere de cititori istoria filmelor science fiction, fantasy și horror, revelând artiști mai puțin notorii, dar valoroși, și inspirând astfel numeroși viitori artiști redutabili precum Peter Jackson, Steven Spielberg, Tim Burton, Stephen King, Penn & Teller, Billy Bob Thornton, Gene Simmons (din trupa Kiss), Rick Baker, George Lucas, Danny Elfman, Frank Darabont, John Landis și nenumărați alți scriitori, regizori și artiști.
În anii 70, Ackerman a organizat publicarea unei traduceri engleze în U.S. a seriei SF germane Perry Rhodan, cea mai lungă serie SF din istoria genului. majoritatea traducerii a fost realizată de soția sa Wendayne ("Wendy").
Ackerman trăiește actual la "Acker-mini-mansion", la Hollywood, unde continuă să-și delecteze și să-și inspire fanii.

## Pseudonime
Weaver Wright, Spencer Strong, Walter Chinwell, Allis Villette, Alus Kerlay, Laurajean Ermayne, Alden Lorraine, J. Forrester Eckman, Fisher Trentworth, SF Balboa, Hubert G. Wells, Jacues De Forest Erman, Jone Lee Heard

## Non-ficționale
- A Reference Guide to American Science Fiction Films
- The Frankenscience Monster
- Forrest J Ackerman's Worlds of Science Fiction
- Famous Forrie Fotos: Over 70 Years of Ackermemories
- Mr. Monster's Movie Gold, A Treasure-Trove Of Imagi-Movies
- Worlds of Tomorrow: the Amazing Universe of Science Fiction Art
- Lon of 1000 Faces
- Famous Monster of Filmland #1: An encyclopedia of the first 50 issues
- Famous Monster of Filmland #2: An encyclopedia of issue 50-100
- Metropolis by Thea von Harbou - intro and "stillustration" by FJ Ackerman

## Antologii
- Rainbow Fantasia: 35 Spectrumatic Tales of Wonder
- Science Fiction Worlds of Forrest J. Ackerman
- Best Science Fiction for 1973
- The Gernsback Awards Vol. 1, 1926
- Gosh! Wow! (Sense of Wonder) Science Fiction'"
- Reel futures
- I, Vampire: Interviews with the Undead
- Ackermanthology: Millennium Edition: 65 Astonishing Rediscovered Sci-Fi Shorts
- Ackerwomanthology
- Martianthology
- Film Futures
- Monsters  (1965)
- More than Superhuman  (1971)

## Povestiri
- Nyusa, Nymph of Darkness
- The Shortest Story Ever Told
- A Martian Oddity
- Earth's Lucky Day
- The Record
- Micro Man
- Tarzan and the Golden Loin
- Dhactwhu!-Remember?
- Kiki
- The Mute Question
- Atoms and Stars
- The Lady Takes a Powder
- Sabina of the White Cylinder
- What an Idea!
- Death Rides the Spaceways
- Dwellers in the Dust
- Burn Witch, Burn
- Yvala
- The Girl Who Wasn't There
- Count Down to Doom
- Time to Change
- And Then the Cover Was Bare
- The Atomic Monument
- Letter to an Angel
- The Man Who Was Thirsty
- The Radclyffe Effect
- Cosmic Report Card: Earth
- Great Gog's Grave
- The Naughty Venuzian